# Melleran
Melleran település Franciaországban, Deux-Sèvres megyében. Lakosainak száma 479 fő (2022. január 1.). Melleran La Chapelle-Pouilloux, Clussais-la-Pommeraie, Lorigné, Alloinay és Valdelaume községekkel határos.

## Népesség
A település népességének változása:
| Lakosok száma | 522  | 519  | 529  | 507  | 498  | 488  | 483  | 480  | 479  |
|               | 2013 | 2015 | 2016 | 2017 | 2018 | 2019 | 2020 | 2021 | 2022 |